# 東京Sugar Town
「東京Sugar Town」（とうきょうシュガータウン）は、堀ちえみの11枚目のシングル。1984年7月18日にキャニオン・レコードよりリリースされた。規格品番はEP：7A0401。

## 概要
本作は、オリコン・シングルチャートにおいて当時の最高位となる週間3位となり、売上枚数は14.2万枚を記録した。また、TBS系『ザ・ベストテン』と日本テレビ系『ザ・トップテン』にも通算7曲目となるランクインを果たした。
表題曲で、『第3回メガロポリス歌謡祭』のポップス部門及び『第10回あなたが選ぶ全日本歌謡音楽祭』にて金賞を各受賞。さらに1984年の大晦日に生放送された『第35回NHK紅白歌合戦』に紅組歌手として初出場を果たし、当曲を歌唱した（2022年現在唯一のNHK紅白歌合戦の出演でもある）。

## 収録曲
1. 東京Sugar Town
作詞：三浦徳子／作曲：芹澤廣明／編曲：大谷和夫
2. I Love Youはパラシュート
作詞：三浦徳子／作曲：芹澤廣明／編曲：大谷和夫

## 受賞
- 第10回あなたが選ぶ全日本歌謡音楽祭 金賞
- 第3回メガロポリス歌謡祭 ポップス部門賞